# Frieder Butzmann

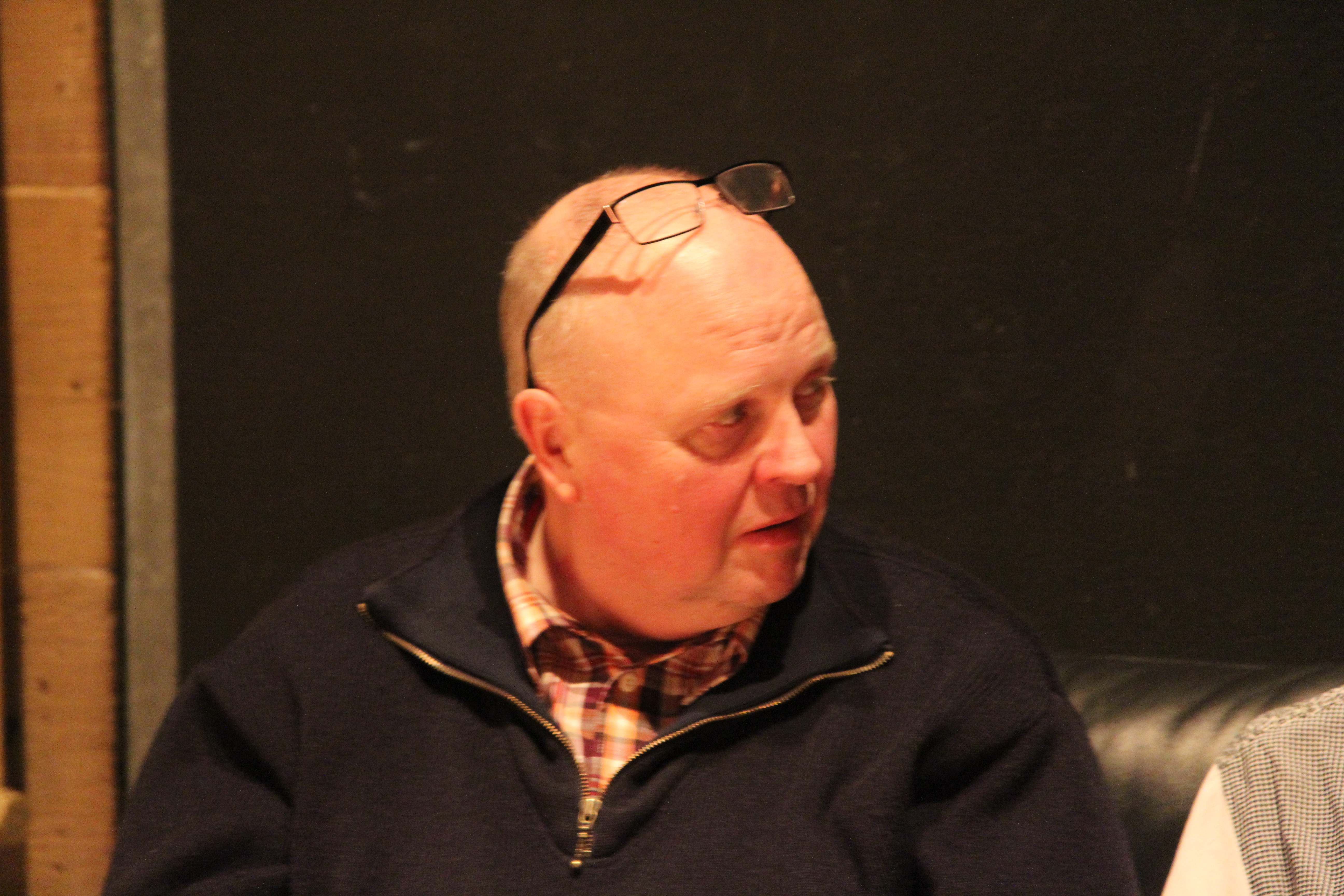
Frieder Butzmann nach dem Livehörspiel „Stadt der 1000 Feuer“ in Mannheim (2014)

Frieder Butzmann (* 6. April 1954 in Konstanz) ist ein deutscher Komponist, Musiker, Hörspielautor und Performancekünstler.

## Leben
Frieder Butzmann studierte von 1975 bis 1982 an der Technischen Universität Berlin die kommunikationswissenschaftlichen Grundlagen von Sprache und Musik und Musikwissenschaft und Psychologie. Er war Mitglied verschiedener Bands (u. a. Nachdenkliche Wehrpflichtigen zusammen mit Diedrich Diederichsen und FM Einheit), baute Burkhardt Seilers Schallplattenlabel Zensor mit auf und beschäftigte sich mit der Restaurierung und akustischen Dokumentation analoger Synthesizer und Effektgeräte am Studio for Electro-Instrumental Music (STEIM), Amsterdam. Seit 1979 arbeitet er als freier Komponist, Hörspielautor, Schauspieler, Künstler, Vortragsreisender und Crachmacheur.
Butzmann begann bereits Ende der 1960er Jahre mit Musik zu experimentieren. Ein Album mit Material aus dieser Zeit, Wunderschöne Rückkoppelungen erschien 2004. In den späten 1970er Jahren gehörte Butzmann zu den Pionieren des deutschen Industrial. Er stand in enger Verbindung mit Bands wie Throbbing Gristle, mit dessen Gründungsmitglied Genesis P-Orridge er auf der LP Vertrauensmann des Volkes (1981) auch zusammenarbeitete.
Butzmann gehörte zur losen Gruppe der selbsternannten Genialen Dilettanten. Er trat 1981 auf dem Festival Genialer Dilletanten im Berliner Tempodrom auf und ist auch in dem von Wolfgang Müller im Merve Verlag erschienenen Manifest vertreten.
In der ersten Hälfte der 80er Jahre trat er international zusammen mit Alexander Hacke auf, der sich damals noch „Alexander von Borsig“ nannte. Stets wurde die musikalische Vorführung von Super-8-Filmen und Film-Loops des Filmemachers Thomas Kiesel begleitet. Ab Mitte der 1980er Jahre bis in die 2000er Jahre bildete er oft ein Duo mit dem Autor und Künstler Thomas Kapielski. Ein Duo, das zeitweise durch den Musiker und bildenden Künstler Sven-Åke Johansson oder den Künstler und Instrumenterfinder Nils Krüger zum Trio erweitert wurde.
Von Mitte der 80er Jahre bis 2007 unterrichtete er an der Fachhochschule Düsseldorf im Fach „Gestaltung des Tons in Film, Video und Neuen Medien“. Von 1995 bis 2003 hatte er einen Lehrauftrag Musik und Multi Media an der Hochschule der Künste Berlin (heute Universität der Künste Berlin) inne.
Seit den späten 1980er Jahren widmet sich Butzmann verstärkt dem Radio. Schon 1986 entstand das Hörspiel „Radio Postnormal“, in dem sein Koautor Thomas Kapielski sagt, man solle die Bildlosigkeit des Radios nicht als Mangel empfinden, weil das Sehen den noch größeren Mangel habe. Man sehe nur die Häute der Dinge und auch die nur, weil das, was zwischen ihnen und dem Auge liege, unsichtbar sei. In zahlreichen Features mit mehr oder weniger hohem narrativen Anteil hat Frieder Butzmann sich mit der Materialität dieses Unsichtbaren beschäftigt. Die natürlichen physikalischen Eigenschaften des Schalls wurden ebenso thematisiert (z. B. in dem Infraschall-Feature „Musik + Zerstörung“, 2000 oder „über das Pfeifen im Leben“ – „Von der Nachtigall zum Tinnitus“, 1998 – ) wie die technischen Bedingungen ihrer Übertragung.
1997 veranstaltete Butzmann zusammen mit dem Kurator und Kulturmanager Matthias Osterwold im Berliner Podewil ein Festival mit dem Titel Komische Musik, mit Livekonzerten und Musik von Erik Satie, Karl Valentin, dem Oberkreuzberger Nasenflötenorchester, Jerry Lewis, Joshua Fried, Hans Reichel, Clément Jannequin, Manon Anne Gillis, The Legendary Stardust Cowboy. Das Komische in seinen verschiedenen Bedeutungsvarianten spielt für das Werk Butzmanns eine kaum zu überschätzende Rolle, was man in seinem akustischen Manifest der Komischen Musik hören kann.
Als Vortragsreisender und Performer erklärt Frieder Butzmann Techniken, Verfahrensweise und Gerätschaften der akustischen Künste. Wie zum Beispiel in seinem Vortrag Wir hören Musik bzw. We're listening to music oder in der Fernsehserie Lost in Music in der er die Funktionsweise eines Synthesizers erklärt.
In zahlreichen Texten hat sich Butzmann theoretisch mit Musik, Hörspiel und akustischen Künsten auseinandergesetzt. Sein Lexikon Musik im Großen und Ganzen (MGG), das den Titel der Enzyklopädie Musik in Geschichte und Gegenwart parodiert, beschäftigt sich mit allen Phänomenen, die keinen Eingang in das Standardwerk gefunden haben, zum Beispiel dem Geronto Jazz, der Klingonischen Oper oder Comish Music wie auch der Komischen Musik.
Das zusammen mit Jean Martin verfasste Werk filmgeräusch setzt sich stark an Michel Chions Theorien anlehnend mit den Wahrnehmungsfeldern des Mediums Film auseinander. Die Musikwissenschaftlerin Helga de La Motte erwähnt, dass der Begriff Filmgeräusch in seiner speziellen Konnotation hier zum ersten Mal auftaucht und seither in der Fachwelt diskutiert wird.
2020 veröffentlicht Butzmann ein Buch unter dem Titel „Wunderschöne Rückkopplungen“. Er unterhält sich dort mit verschiedenen Weggefährten und Kollegen der letzten 40 Jahre. Im ersten größeren Kapitel unterhält er sich ausführlich mit Thomas Pargmann vom Plattenlabel Mauerstadtmusik und dem Verleger Martin Schmitz über seine Wurzeln in Konstanz am Bodensee und die ersten Jahre in Berlin. Es entwickelt sich aus diesen Gesprächen auf 325 Seiten, vielen Bilder und QR Codes, die zu Videos und Musiken verweisenden quasi eine Autobiografie.
2022 zeigt Butzmann in der Galerie Vincenz Sala unter dem Titel „Nebelkerzen in Dauerschleife“ über 60 seiner Videos / Filme mit einer Gesamtdauer von fast 6 Stunden. Bei einigen ist er der Regisseur oder Autor, bei anderen der Komponist oder der Darsteller.
Einige der Videos sind in seinem Video Kanal YouTube zu sehen, andere Videos sind Ausschnitte aus Fernsehsendungen oder gar bisher unveröffentlicht. So wie ein Video mit dem Titel „Street Music“, das er für das Glasgow Tectonic Festival Glasgow aufgenommen hat.

## Werke

### Tonträger
- 1979: Valeska / Spanish Fly / Waschsalon Berlin (EP, Marat Records)
- 1981: Bunte Flügel (MC, Eisengrau)
- 1981: Vertrauensmann des Volkes (LP, Marat Records)
- 1984: Das Mädchen auf der Schaukel (Doppel-LP, Zensor Records)
- 1986: War Pur War (LP, zusammen mit Thomas Kapielski, Zensor Records)
- 1992: Dive Bombers (CD, mit Barbara Bloom, Blixa Bargeld, Jörg Straßburger u. a., Zensor Records)
- 1993: Fan Videos (VHS Kassette, Wir hören Musik, 4 Lieder zur Kunst, Anpfiff u. a.)
- 1995: Wir forschen weiter (CD, zusammen mit Wissenschaftlern des Wissenschaftszentrum Berlin)
- 1999: Bunte Flügel (LP, Weltklasse, Wiederveröffentlichung)
- 2000: 7 Weltrekordversuche und 10 Kurzhörspiele (CD, Pharos Medien)
- 2000: Konzert für 14 Kindernähmaschinen in 10 Sätzen (CD, Hrsg.: Museum Kreuzberg)
- 2000: Vertrauensmann des Volkes (LP, Re-Isue in blau und weiß, 90 % Wasser)
- 2001: Musik für eine Barocke Party – mix, mix the elements (CD, Hoanzl)
- 2002: Die Wauwautheorie (CD, Hörspiel zusammen mit Hermann Bohlen)
- 2002: juHrop – Oper in Klingonischer Sprache (nicht auf Tonträger erschienen, aber in voller Länge im Radio gesendet[9]. Übersetzt von Lieven L. Litaer; Mit Diamanda Galas, David Moss, Moabiter Motettenchor, Wu Jiang, Udo Scheuerpflug, Margarete Huber u. a.)
- 2004: Wunderschöne Rückkoppelungen (LP, Vinyl-On-Demand, Friedrichshafen)
- 2005: Jubiläums-Single – 25 Jahre Geniale Dilletanten (7", zusammen mit Wolfgang Müller + Namosh, Schuldstruktur, Er ist ein Punk Star von 1979 u. a., Monitorpop, Berlin)
- 2007: Oi! Oi! Oi! – Nazi Punks Are Not Electric (7", zusammen mit Chris Lunch, Mauerstadtmusik, Berlin)
- 2010: I’m A 7 Inch Single / I’m the Backside (Ultra Eczema, Antwerpen)
- 2011: … Wie Zeit Vergeht … / Blauwellen / In einem Netzwerk (LP on 45, Pan Records, London Berlin Athen)
- 2020: SinusToneSuite Live at Mühle Zernikow, Label 90% Wasser
- 2021: Fluxus +/- (LP mit Lutz Glandien/Christine Dreier/Mama Baer, Psych.KG)

### Bücher
- 2009: Musik im Großen und Ganzen (MGG), 272 Seiten, Abbildungen. Martin Schmitz Verlag, Berlin, ISBN 978-3-927795-47-1
- 2012: Filmgeräusch – Wahrnehmungsfelder eines Mediums, 267 Seiten, Wolke Verlag, Hofheim am Taunus, ISBN 978-3-936000-97-9
- 2020: Wunderschöne Rückkopplungen. 352 Seiten, Abbildungen. Martin Schmitz Verlag, Berlin, ISBN 978-3-927795-87-7

### Filme/Videos (Auswahl)
- 1982: Wolfsburg (VW tanzt)[10]
- 1984: Geflüster (YouTube)[11]
- 1990: DER SYNTHI – aufzucht und hege (Christoph Dreher / ZDF)
- 1992: Help! Most Tremendous Version (YouTube)
- 2009: White Is The Noise (Copenhagen Art Festival zusammen mit Mogens Jacobsen)
- 2011: Windrosendenkmal (für Festival BONE, Luzern)
- 2011: I’m a 7″ Single (für Label Ultra Eczema, Antwerpen)[12]
- 2015: Spartakus Barock (YouTube)
- 2021: Street Music (Tectonics, Glasgow)[13]

### Hörspiele und Features
- 1971: Fick Fack heißt der Automat, O-Ton-Hörspiel
- 1982: Es geht durch die Welt ein Geflüster, Tonbandhörspiel (SFB)
- 1984: Wolfsburg auf Doppel-LP Das Mädchen auf der Schaukel
- 1987: Die Musikermaschine – Vom Abschied der Avant Garde, Feature (HR)
- 1987: Radio Postnormal zusammen mit Thomas Kapielski, (RIAS)
- 1989: Die Kleine Trompete oder Das linke Ohr ist dem Geschehen am nächsten zusammen mit Thomas Kapielski, Akademie der Künste (SFB)
- 1991: “Eeeeeee tschp!” – Das Wassersportmuseum Grünau (DS Kultur)
- 1991: Kopfzusammenschnürungsmaschine Daniel Paul Schreber zusammen mit Wolfgang Röhrer (DS Kultur)
- 1992: Böcklinblau zusammen mit Wolfgang Röhrer (Experimentalstudio der Heinrich-Strobel-Stiftung, Freiburg / SWF)
- 1993: Transatlantique zusammen mit Marie Goyette (SFB)
- 1995: Das Leben des Josef Stalin im Spiegel westlicher Popmusik zusammen mit Bridge Markland
- 1995: Die Wauwautheorie zusammen mit Hermann Bohlen (Deutschlandradio Berlin)
- 1995. Die zyklische Krise anno 1977 in der Reihe Internationale Digitale Radiokunst (SFB)
- 1995: Fick Fack und der Götterhaufen zusammen mit Zissy Grunenberg (SFB)
- 1995: Sugar’s NOT a vegetable zusammen mit Marie Goyette (SFB)
- 1996: Kunst und Irrsinn zusammen mit Zissy Grunenberg (SFB)
- 1997: Erkenntnis aus Lärm – Akustische Raumerfassung in der Reihe Internationale Digitale Radiokunst (SFB)
- 1997: Göttliche Vergeltung nach Texten von Carl von Linné, (Deutschlandradio Berlin)
- 1997: Sieben Weltrekordversuche (SWF)
- 1998: Baumwollripp-Weiss Live-Hörspiel und Gesang mit Texten von Thomas Hauser
- 1998: Von der Nachtigall zum Tinnitus – Über das Pfeifen im Leben (SWF)
- 1998: Das Pfeifen im Walde zusammen mit Thomas Kapielski, (Deutschlandradio Berlin)
- 1999: Das Manifest der Komischen Musik oder Können Töne lachen?, Feature (SWF)
- 1999: Radio Postnormal / Live Live-Präsentation beim SWF-Nachmittag in Mainz Feature (SWF)
- 2000: Musik + Zerstörung – Tiefe Töne in Konzertsaal Disko und Umwelt, Feature (SWR)
- 2000: Zwischen Hörrohr und Hörsturz – Zwischen laut und leise in Musik und Umwelt (SWF)
- 2001: Das Spunkkrachlexikon – Vom, zum und über das Hören – Kein Hörspiel Kein Feature! Sondern ein Lexikon! (mit Friederike Feldmann, Thomas Hauser, Thomas Kapielski, Jochen Meißner), (Deutschlandradio Berlin)[14]
- 2001: Tierische Laute, Feature (SWR)
- 2001: Unfinished Music – Alvaro, die singende Nase, Feature (SWR)
- 2001: sieben versuche mit einer polaroid Nach einer Partitur von Hilka Nordhausen zusammen mit Max Glauner
- 2002: Haus der Paradiese – Populäre Klanglandschaften (Deutschlandradio Berlin)
- 2002: Mach mal Pause – Was spannt an Entspannungsmusiken? (SWR)
- 2003: Winnarettas frühe Maschinenmusik – Die Nähmaschine in der Musik zusammen mit Hansdieter Erbsmehl (SWR)
- 2004: Gottes Hollywoodorchester – Musik von und mit Engeln im Film, Feature (SWR)
- 2005: Es stand ein Haus in Ostberlin – Aus dem Koffer der jungen Talente, (Deutschlandradio Berlin)
- 2005: Guck mal wie er schaut – Beobachtungen an der Grenze von Menschen und Tieren Feature, zusammen mit Barbara Eisenmann, (DLF)
- 2006: Alethes Soundbeams – Ein Friedhofsgarten Chill Out Mix (Deutschlandradio Kultur)
- 2006: human nonhuman animal Feature zusammen mit Barbara Eisenmann (SWR)
- 2006: The King of Geronto Jazz (SWR)
- 2008: Dubai Attacks – Nachrichten aus 1000 und 1 Nacht zusammen mit Barbara Eisenmann (SWR)
- 2009: juHrop – Klingonische Oper Radio Mix, (Deutschlandradio Kultur)
- 2009: Schnuppertag – Gesänge aus dem Land der Discounter zusammen mit Barbara Eisenmann (SWR/WDR)
- 2010: Maschinenwinterresonanz zusammen mit Barbara Eisenmann (SWR/WDR)
- 2011: Das ist zu traurig, ich sing jetzt lieber was Lustiges – Verborgene Talente in Berliner Altenheimen (5 Hörstücke)
- 2011: Tututusmispäivä, finnische Version von Schnuppertag zusammen mit Barbara Eisenmann. Realisation und Musik: Iiro Ollila, (YLE)
- 2012: Burtt’s Family Combo (Deutschlandradio Kultur)
- 2012: Onomatisch Syllabische Sprechmusik – 11 Techniken zur musikalischen Sinnentleerung der Sprache (SWR)
- 2013: Driving Diving Dreaming Dubai zusammen mit Barbara Eisenmann
- 2013: Am Weihnachtsbaume da hängt ne Pflaume (SWR)
- 2014: Pontormos Sintflut von Michael Glasmeier, Regie, Realisation und Komposition (DLR Kultur)
- 2013: Am Weihnachtsbaume da hängt ne Pflaume (SWR)
- 2014: Das also ist der Westen! zusammen mit Thomas Kapielski, SRF
- 2015: P=ϕ(ABγ) – Ein Schuldenwiderstandsoratorium zusammen mit Barbara Eisenmann (SWR, DLR, NDR)
- 2018: Let's Do The Stumpfkonsonanz (DLR Kultur)
- 2019: Galaxis der Liebe (SRF)

### Kurzhörspiele/Wurfsendungen
- 2005: Butzmann hört Telefonklingeln für Matinée (SWR)
- 2005: Kranke Streichhölzer für Matinée (SWR)
- 2005: Sassa für book&CD Column One: Archive I
- 2006: To Speak or Not to Speak (8 Wurfsendungen: 1. Der Wald, 2. Die Singfische, 3. Das Telefon, 4. Der Teppichboden, 5. Die Puppe, 6. Der Radiowecker, 7. Das Orakel, 8. Die Wurfsendung)
- 2013: Es klingelt das Telefon (13 Wurfsendungen: 1. Barbie, 2. Die Rabin, 3. Die Radikalität des Alltags, 4. Die Telefonnummer, 5. Erna Berger, 6. Es rauscht…, 7. heiß – kalt (nicht gesendet), 8. Ich hab sie geseh’n, 9. Kurz hinter Biesdorf, 10. Mein Auge (nicht gesendet), 11. Sansibar!, 12. Tanze Samba mit mir, 13. Verhundsdeutschen)
- 2016: „Exoplaneten: Muster Möglicher Welten“ (10 Wurfsendungen: 1. GJ 12 1 4 b, 2.Kepler-186f, 3.Kepler-421b, 4. Proxima Centauri b, 5. 51 Pegasi-b, 6. Die Staubscheibe um Stern HR 8799, 7. Bizarre Sonnensysteme, 8. Gliese 581 c, 9. Exoplanetarier – Erstkommunikation, Gliese 436 b)
- 2021: Wunderland der KI (10 Wurfsendungen: 1.Die schweigsame Maschine, 2. Maschinelles Lernen , 3. Streaming, 4. Die Maschine lacht, 5. Das Navi, 6. Digitales Schattenwesen, 7. Fuck the Algorithm, 8. Siri & Cortana, 9. Algorithmus wird Subjekt, 10. Deep Learning)

### Hörspielkompositionen
- 1994: Fauste von Wolfgang Röhrer nach Johann Wolfgang von Goethe (Experimentalstudio Heinrich Strobel-Stiftung/SWF)
- 1995: Walpurgisnacht von Wolfgang Röhrer nach Johann Wolfgang von Goethe (SWF)
- 1997: Ewigkeitsendeteufelgott Walla von Wolfgang Röhrer (Deutschlandradio Berlin)
- 1998: Gedanken-Strich von Wolfgang Röhrer
- 2001: Süßer Brei mal drei Kinderhörspiel von Jacob und Wilhelm Grimm, Regie: Götz Naleppa (Deutschlandradio Berlin)
- 2006: Gespensterlied, Kinderhörspiel von Wieland Freund (Deutschlandradio Kultur)
- 2008: 20000 Meilen unter dem Meer Kinderhörspiel nach Jules Verne, Regie: Götz Naleppa (Deutschlandradio Kultur)
- 2009: Klaras Kiste Kinderhörspiel von Rachel van Kooij, Regie: Götz Naleppa (Deutschlandradio Kultur)
- 2011: Mallorca für Dann-fänger, 11 Wurfsendungen von Ginka Steinwachs, Regie: Ulrike Brinkmann (Deutschlandradio Kultur)
- 2011: Vier in einem Fischbauch von Hans Christian Andersen, Regie: Götz Naleppa (Deutschlandradio Kultur)
- 2012: Das größte Abenteuer der Wellt, Kinderhörspiel von Christian Ulmcke, Regie: Götz Naleppa (Deutschlandradio Kultur)
- 2012: Die Tagebücher des Samuel Pepys von Samuel Pepys, Regie: Götz Naleppa (DLF)
- 2012: Einige Gedichte und Prosa von Daniil Charms, Wurfsendungen, Regie: Judith Lorentz (Deutschlandradio Kultur)
- 2013: Haudrauf und Mariechen, Kinderhörspiel von Anna-Luise Böhm, Regie: Beatrix Ackers (Deutschlandradio Kultur)
- 2013: Die letzte Lakonie von Max Goldt, (11 Wurfsendungen) Regie und Komposition (Deutschlandradio Kultur)

### Hörspielmitwirkungen
- 2012: Stadt der tausend Feuer (Augst/Birke), hr/swr – Mitwirkung als Sprecher, Sänger, Musiker
- 2014: Alle Toten 1914 (Augst/Birke), DLF Kultur, rbb, Volksbühne Berlin, hr – Mitwirkung als Sprecher, Sänger, Musiker